# Darkest White
Darkest White är det norska gothic metal-bandet Tristanias sjunde studioalbum, utgivet 2010 av skivbolaget  Napalm Records. Darkest White är det andra Tristania-albumet med vokalisterna Mariangela Demurtas och Kjetil Nordhus.

## Låtförteckning
1. "Number" – 4:45
2. "Darkest White" – 3:25
3. "Himmelfall" – 5:47
4. "Requiem" – 5:29
5. "Diagnosis" – 5:02
6. "Scarling" – 5:18
7. "Night on Earth" – 3:36
8. "Lavender" – 5:11
9. "Cypher" – 5:43
10. "Arteries" – 4:11

- Text: Tarald Lie Jr.
- Musik: Tristania

## Medverkande
Musiker (Tristania-medlemmar)
- Anders Høyvik Hidle – gitarr, sång
- Mariangela Demurtas – sång
- Tarald Lie Jr. – trummor
- Kjetil Nordhus – sång
- Ole Vistnes – basgitarr, sång
- Gyri Smørdal Losnegaard – gitarr

Bidragande musiker
- Bernt Moen – keyboard

Produktion
- Christer-André Cederberg – producent, ljudtekniker, ljudmix
- Ole Vistnes – producent
- Sigbjørn Grimsæth – ljudtekniker
- Fredrik Wallumrød – ljudtekniker
- Björn Engelmann – mastering
- Eliran Kantor – omslagskonst
- Sara Johannessen– foto